# Louis Fleury

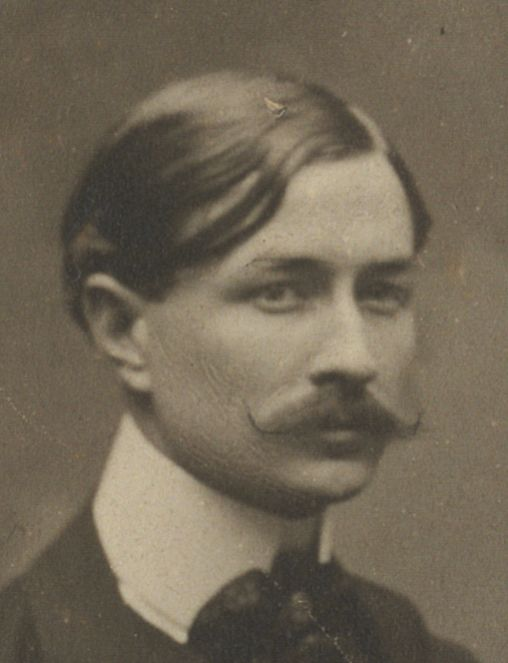
Louis Fleury in 1903

Louis Fleury (Lyon, 24 mei 1878 - Parijs, 11 juni 1926) was een Frans fluitist.
Fleury was leerling van Paul Taffanel aan het Conservatoire de Paris. Claude Debussy droeg zijn beroemde compositie voor solo fluit Syrinx aan hem op. Albert Roussel heeft het derde deel Krishna uit Joueurs de flûte voor fluit en piano aan hem op. Fleury was een pionier in het herontdekken van vergeten fluitcomposities, onder andere uit de Barok, en het uitvaardigen van compositieopdrachten aan hedendaagse componisten. Hij was lid van de Société moderne des instruments à vent, die door Paul Taffanel voor dit doel werd opgericht.
- Biblioteca Nacional de España: XX1487469
- Bibliothèque nationale de France: cb148103004 (data)
- CiNii: DA11376824
- Gemeinsame Normdatei: 134110358
- International Standard Name Identifier: 0000 0000 8101 6397
- Library of Congress Control Number: n88116013
- Nationale Bibliotheek van Letland: 000082001
- MusicBrainz: 0a4bf65b-8cf6-491b-878d-f4c8ba8939c0
- Nationale Bibliotheek van Tsjechië: ola2002146476
- Nationale bibliotheek van Australië: 35652665
- Nationale Bibliotheek van Israël: 987007331545105171
- Nederlandse Thesaurus van Auteursnamen: 074932683
- Réseau des bibliothèques de Suisse occidentale: 02-A012404402
- SNAC: w67w6q38
- Système universitaire de documentation: 17050090X
- Trove: 1027876
- Virtual International Authority File: 22406142
- WorldCat: E39PBJccfvV96fCYtxTmFPPvpP